# Serkan Balcı
Serkan Balcı (* 22. August 1983 in Nazilli, Aydın) ist ein türkischer ehemaliger Fußballspieler.

## Karriere

### Verein
Balcı begann seine professionelle Karriere bei Gençlerbirliği Ankara im Sommer 2000. Bereits in seiner ersten Saison gewann Balcı zum Ende der Saison den türkischen Pokal. Während seiner dreijährigen Zeit bei Gençlerbirliği spielte er eine wichtige Rolle. Zur Saison 2004/05 ging er zu Fenerbahçe Istanbul, wurde dort auf Anhieb Stammspieler und zum ersten Mal Meister. In der Saison 2005/06 blieb Balcı weiterhin Stammspieler, dies änderte sich in der darauffolgenden Saison. 2007 wurde er zum zweiten Mal mit Fenerbahçe Istanbul Meister. Er verließ Fenerbahçe und spielte ab der Spielzeit 2007/08 für Trabzonspor.
Nach seinem Wechsel zu Trabzonspor wurde Balcı auf der Position des rechten Verteidigers schnell ein Stammspieler. Er zeigte besonders während der Trainerperiode Şenol Güneş’ deutliche Leistungssteigerungen, weshalb er wieder in den Kader der Türkischen Nationalmannschaft nominiert wurde. So wurde er mit seinem Verein in der Saison 2009/10 türkischen Pokalsieger sowie einmal den türkischen Supercup-Sieger. Mit Trabzonspor führte er nahezu über die gesamte Saison 2010/11 die Liga an und verpasste erst in den letzten Spieltagen die Tabellenführung und damit letztendlich auch die Meisterschaft an Fenerbahçe Istanbul.
Nachdem Trabzonspor zum Sommer 2013 eine erhebliche finanziell schwierige Situation geriet, verlängerte Balcı seinen ausgelaufenen Vertrag nicht mehr. Für die kommende Saison unterschrieb er beim Ligakonkurrenten Antalyaspor. Nachdem Antalyaspor im Sommer 2014 den Klassenerhalt verpasst hatte, löste Balcı nach gegenseitigem Einvernehmen seinen Vertrag auf und verließ diesen Klub.
Zur Saison 2014/15 heuerte er beim neuen Erstligisten Mersin İdman Yurdu an. Mit seinem Vertragsende und dem Verfehlen des Klassenerhalts zum Sommer 2016 verließ Balcı diesen Verein und wurde zur neuen Saison vom Drittligisten MKE Ankaragücü verpflichtet. Mit diesem Verein beendete er die Saison 2016/17 als Drittligameister und stieg mit ihm in die TFF 1. Lig auf. Nach diesem Erfolg verließ er die Hauptstädter und heuerte stattdessen beim Istanbuler Drittligisten Sarıyer SK an.

### Nationalmannschaft
Serkan Balcı hatte gegen Brasilien beim FIFA-Konföderationen-Pokal 2003 sein Debüt für die Türkei.

## Erfolge
Mit Fenerbahçe Istanbul
- Türkischer Fußballmeister: 2004/05, 2006/07

Mit Gençlerbirliği Ankara
- Tabellendritter der Süper Lig: 2002/03
- Türkischer Fußballpokalsieger: 2001
- Türkischer Pokalfinalist: 2002/03, 2003/04
- Achtelfinalist im UEFA-Pokal: 2003/04

Mit Trabzonspor
- Vizemeister der Süper Lig: 2010/11
- Türkischer Fußballpokalsieger: 2009/10
- Türkischer Pokalfinalist: 2012/13
- Türkischer Fußball-Supercupsieger: 2010

Mit MKE Ankaragücü
- Meister der TFF 2. Lig und Aufstieg in die TFF 1. Lig: 2016/17

Mit der türkischen Nationalmannschaft
- Dritter des Confed-Cup: 2003